# ورلتون، یورک‌شر شمالی
ورلتون (به انگلیسی: Whorlton) یک روستا و محله مدنی در بریتانیا است که در همبلتون واقع شده‌است. ورلتون ۵۹۸ نفر جمعیت دارد.